# 기억 장치 주소 레지스터
기억 장치 주소 레지스터(Memory Address Register)는 흔히 MAR로 쓰이며 '주기억장치 주소 레지스터', 혹은 '주소 레지스터', 혹은 '메모리 주소 레지스터'라고도 불린다.
다음 번에 수행할 명령어의 주소가 저장되는 프로그램 카운터(PC : Program Counter 혹은 프로그램 계수기), 메모리상에 정의한 스택의 주소를 저장하는 스택 포인터(SP : Stack pointer), 제어 메모리(Control memory), 인덱스 주소를 저장하는 인덱스 레지스터(XR : IndeX Register), 기준 주소를 저장하는 베이스 레지스터(BR : Base Register) 등이 있다. 프로그램 카운터는 포함되지 않기도 한다.

## 참고
1. ↑  “프로세스의 조직과 기능, 한국기술교육대학교 정보미디어공학부 김상진” (PDF). 2016년 3월 4일에 원본 문서 (PDF)에서 보존된 문서. 2010년 4월 3일에 확인함.
2. ↑  http://wwwk.dongguk.ac.kr/prof/t01/note/down.php?profcode=19990090&tp=01&file=%C1%A612%C0%E5.ppt&no=28230%5B깨진+링크(과거+내용+찾기)%5D